# Cassyma microneata
Cassyma microneata är en fjärilsart som beskrevs av Walker 1862. Cassyma microneata ingår i släktet Cassyma och familjen mätare. Inga underarter finns listade i Catalogue of Life.